# Sapium ciliatum
Sapium ciliatum är en törelväxtart som beskrevs av William Botting Hemsley. Sapium ciliatum ingår i släktet Sapium och familjen törelväxter. Inga underarter finns listade i Catalogue of Life.